# Канепари (Маса-Карара)
Канепари је насеље у Италији у округу Маса-Карара, региону Тоскана.
Према процени из 2011. у насељу је живело 164 становника. Насеље се налази на надморској висини од 439 м.